# Liste der Baudenkmale in Wischhafen
In der Liste der Baudenkmale in Wischhafen sind alle Baudenkmale der niedersächsischen Gemeinde Wischhafen aufgelistet. Die Quelle der Baudenkmale ist der Denkmalatlas Niedersachsen. Der Stand der Liste ist der 17. Dezember 2021.

## Allgemein
In den Spalten befinden sich folgende Informationen:
- Lage: die Adresse des Baudenkmales und die geographischen Koordinaten. Kartenansicht, um Koordinaten zu setzen. In der Kartenansicht sind Baudenkmale ohne Koordinaten mit einem roten Marker dargestellt und können in der Karte gesetzt werden. Baudenkmale ohne Bild sind mit einem blauen Marker gekennzeichnet, Baudenkmale mit Bild mit einem grünen Marker.
- Bezeichnung: Bezeichnung des Baudenkmales
- Beschreibung: die Beschreibung des Baudenkmales. Unter § 3 Abs. 2 NDSchG werden Einzeldenkmale und unter § 3 Abs. 3 NDSchG Gruppen baulicher Anlagen und deren Bestandteile ausgewiesen.
- ID: die Objekt-ID des Baudenkmales
- Bild: ein Bild des Baudenkmales, ggf. zusätzlich mit einem Link zu weiteren Fotos des Baudenkmals im Medienarchiv Wikimedia Commons. Wenn man auf das Kamerasymbol klickt, können Fotos zu Baudenkmalen aus dieser Liste hochgeladen werden:

## Wischhafen

### Einzelbaudenkmale
| Lage                                            | Bezeichnung                        | Beschreibung | ID       | Bild |
| ----------------------------------------------- | ---------------------------------- | --- | -------- | ---- |
| Am Fleth 2 53° 46′ 30″ N, 9° 19′ 9″ O           | Wohnhaus                           | Bescheidener eingeschossiger Fachwerkbau mit Backsteinausfachung, giebelständig zur Straße und zum Moorkanal. Unter reetgedecktem Satteldach, an der Südwestseite mit Walm. Errichtet im 19. Jh. als Handwerkerhaus. | 30929329 | BW   |
| Auf dem Moordeich 10 53° 46′ 31″ N, 9° 19′ 3″ O | Wohnhaus                           | Kate aus Fachwerk mit Backsteinausfachung, unter reetgedecktem Walmdach. An der nordöstlichen Traufseite mit Kübbung. Sockel massiv erneuert. Errichtet im 19. Jh. | 30929588 | BW   |
| Große Bracke 53° 46′ 4″ N, 9° 18′ 30″ O         | Neulander Fleth                    | Der früher als „Große Bracke“ bezeichnete Neulander Fleth ist ein prielartiger Wasserlauf, der in die Süderelbe entwässert. | 30928907 | BW   |
| Hafenstraße 53° 46′ 24″ N, 9° 19′ 22″ O         | Hafen                              | Zwischen der Schleuse und der Wischhafener Süderelbe gelegenes Hafenbecken. | 30929622 | BW   |
| Stader Straße 169 53° 46′ 31″ N, 9° 19′ 10″ O   | Wohnhaus                           | Traufständiger eingeschossiger Fachwerkbau, unter reetgedecktem Satteldach. Mit außermittigem zweiachsigem Zwerchhaus in der straßenseitigen Fassade, darunter Eingang. Errichtet im 19. Jh. | 30929640 | BW   |
| Unterm Deich 3 53° 46′ 27″ N, 9° 19′ 11″ O      | Wohnhaus                           | Zweigeschossiger giebelständiger Fachwerkbau mit Backsteinausfachung, unter ziegelgedecktem Mansarddach. Straßenseitig eine Ladeluke im Obergeschoss. Errichtet im 19. Jh. als Wohnhaus mit Speicherboden. | 30929657 | BW   |
| Unterm Deich 7 53° 46′ 29″ N, 9° 19′ 14″ O      | Kehdinger Küstenschiffahrts-Museum | Zweigeschossiger Backsteinbau unter ziegelgedecktem Mansarddach. Symmetrisch gegliederte Straßenfassade mit hervorgehobenen Gurtgesimsen und drei übereinanderliegenden Ladeluken; rundbogige Fenster aus Gusseisen. Erbaut in der Mitte des 19. Jh. als Lager- und Speichergebäude eines Kornhändlers, der vor Ort eine Motormühle betrieb. | 30929673 |      |

## Hamelwörden

### Gruppe: St. Dionysius-Kirche
Die Gruppe hat die ID 30900158. Die St. Dionysius-Kirche liegt in Ortsmitte auf einer Wurt, das Gefallenendenkmal von Hamelwörden befindet sich südlich hiervon.

| Lage                                          | Bezeichnung       | Beschreibung | ID       | Bild |
| --------------------------------------------- | ----------------- | --- | -------- | ---- |
| Stader Straße 320 53° 47′ 34″ N, 9° 19′ 29″ O | Kirche            | Eine langgestreckte Saalkirche mit polygonaler Ostapsis, in der Südwand Reste einer romanischen Feldsteinkirche, ansonsten geschlämmtes Backsteinmauerwerk. Erster Umbau im 15. Jahrhundert durch Verlängerung der Kirche nach Osten, dabei Errichtung der fünfseitigen Apsis, gleichzeitig Erhöhung der Wände. 1749 Erweiterung nach Westen und Umgestaltung aller gotischen Fenster sowie Errichtung des Dachreiters über abgewalmtem Westgiebel. An der Südseite Brauthaus von 1729. Im Inneren Balkendecke. Kanzel von 1695 (i), Altarretabel um 1700, Altarschranken von 1766, zeitgleicher Einbau (inschriftlich datiert 1766) großzügiger, durch Pilaster gegliederter Priechen entlang den Wänden des Chorpolygons um den Altar. | 30928789 |      |
| Stader Straße 320 53° 47′ 33″ N, 9° 19′ 28″ O | Gefallenendenkmal | Drei große Findlinge stehen südlich der St. Dionysius-Kirche. Auf ihnen stehen die Namen der Gefallenen von Hamelwörden des Ersten Weltkriegs. Errichtet um 1920. Ein kleinerer Findling mit drei namentlich genannten Gefallenen des Zweiten Weltkriegs wurde nach 1945 ergänzt. | 50350268 | BW   |

### Gruppe: Rathshof
Die Gruppe hat die ID 30900299. Die Hofanlage des ehemaligen Rathshofs besteht aus dem ehemaligen Gutshaus von 1760 und einer Scheune des 19. Jahrhunderts.

| Lage                                    | Bezeichnung               | Beschreibung | ID       | Bild |
| --------------------------------------- | ------------------------- | --- | -------- | ---- |
| Altendorf 1 53° 47′ 33″ N, 9° 19′ 32″ O | Wohn-/ Wirtschaftsgebäude | Traufständiges Zweiständer-Hallenhaus aus Fachwerk mit Backsteinausfachung, unter Satteldach in Reetdeckung. Wirtschaftsgiebel über Knaggen vorkragend. Errichtet 1760 (i). Wohnteil im 19. Jh. ausgebaut und das Dach mit zahlreichen Ochsenaugen versehen. | 30928652 | BW   |
| Altendorf 1 53° 47′ 33″ N, 9° 19′ 35″ O | Scheune                   | Vertikal verbretterte Querdurchfahrtsscheune. Westgiebel massiv. Errichtet Ende des 19. Jh. | 30929856 | BW   |

### Einzelbaudenkmale
| Lage                                            | Bezeichnung               | Beschreibung | ID       | Bild |
| ----------------------------------------------- | ------------------------- | --- | -------- | ---- |
| Altendorf 7 53° 47′ 29″ N, 9° 19′ 36″ O         | Wohn-/ Wirtschaftsgebäude | Traufständige Kate in Fachwerk mit Backsteinausfachung, unter Halbwalmdach in Reetdeckung. Fachwerkgefüge im Kern aus dem 18. Jh., Außenwände teilweise massiv erneuert. | 30928672 | BW   |
| Altendorf 11 53° 47′ 27″ N, 9° 19′ 37″ O        | Wohnhaus                  | Giebelständiger eingeschossiger Backsteinbau unter Satteldach in Reetdeckung. Am Hintergiebel Fachwerk. Straßenseitig mittiger Eingang über zeitgenössische zweiflügelige Tür, symmetrische Anordnung von vier Zargenfenstern im Erd- und zwei im Obergeschoss. Erbaut in der ersten Hälfte des 19. Jh.                                                                        | 30928696 | BW   |
| Altendorf 14 53° 47′ 26″ N, 9° 19′ 34″ O        | Wohnhaus                  | Giebelständiger eingeschossiger Backsteinbau unter pfannengedecktem Satteldach. Straßengiebel symmetrisch gegliedert mit Mitteleingang. Horizontale Gliederung durch Schmuckgesimse. Erbaut 1827 (i). | 30928716 | BW   |
| Glückstädter Straße 2 53° 47′ 3″ N, 9° 20′ 0″ O | Wohnhaus                  | Eingeschossiger Backsteinbau über winkelförmigem Grundriss, Dachgeschoss in Fachwerk mit Backsteinausfachung. Unter Reetdach mit Krüppelwalm. Mittiger Eingang in der Nordwestfassade, darüber ein Zwerchhaus in Fachwerk. Errichtet als Gasthaus um 1850. | 30929605 | BW   |
| Stader Straße 341 53° 47′ 45″ N, 9° 19′ 18″ O   | Scheune                   | Verbretterter Gefügebau mit Quereinfahrten; unter Reetdech mit tief herabgezogenem Seitenwalm (Hemt). Errichtet als Kornscheune im 19. Jh. | 30928941 | BW   |
| Stader Straße 343 53° 47′ 55″ N, 9° 19′ 12″ O   | Wohn-/ Wirtschaftsgebäude | Giebelständiges Hallenhaus in Fachwerk mit Backsteinausfachung; mit Reetdeckung und Quergiebel im Wohnteil. Zwei Datierungen (1796 und 1776) weisen auf Baumaßnahmen am noch älteren Bau hin. | 38000364 | BW   |
| Stader Straße 345 53° 47′ 59″ N, 9° 19′ 7″ O    | Schloss Holenwisch        | Zweigeschossiger breitgelagerter Putzbau unter ziegelgedecktem Walmdach. Fassadengliederung durch kolossale Pilaster, Hauptfassade symmetrisch mit Mitteleingang und Betonung der Mittelachse durch einen von Ecksäulen getragenen Balkonvorbau, darüber Giebelbekrönung und Dachreiter. Im Giebelfeld das Wappen der Familien von Lütcken und von Meding. Erbaut 1914-18 (i). | 30928972 | BW   |

## Hamelwördenermoor

### Gruppe: Am Fußsteig
Die Gruppe hat die ID 30900189. Die Reihensiedlung besteht aus zwei erhaltenen Fachwerk-Moorkaten mit Reetdeckung, die giebelständig zur Straße am Fußsteig stehen.

| Lage                                       | Bezeichnung | Beschreibung | ID       | Bild |
| ------------------------------------------ | ----------- | --- | -------- | ---- |
| Am Fußsteig 15 53° 45′ 28″ N, 9° 17′ 56″ O | Moorkate    | Kleiner giebelständiger Zweiständerbau in Fachwerk mit Backsteinausfachung, unter reetgedecktem Satteldach, am Wohnende mit Halbwalm. Errichtet 1887 (i). | 30929368 | BW   |
| Am Fußsteig 17 53° 45′ 29″ N, 9° 17′ 55″ O | Moorkate    | Kleiner giebelständiger Zweiständerbau in Fachwerk mit Backsteinausfachung, unter reetgedecktem Satteldach, am Wohnende mit Halbwalm. Errichtet 1832 (i). | 30929388 | BW   |

### Gruppe: Birkenstraße 16
Die Gruppe hat die ID 30900221. Die Kehdinger Hofanlage Birkenstraße 16 besteht aus zwei firstparallel zueinander errichteten Fachwerkbauten aus der ersten Hälfte des 19. Jahrhunderts.

| Lage                                        | Bezeichnung               | Beschreibung | ID       | Bild |
| ------------------------------------------- | ------------------------- | --- | -------- | ---- |
| Birkenstraße 16 53° 45′ 24″ N, 9° 18′ 14″ O | Stall                     | Giebelständiger Fachwerkbau mit Backsteinausfachung, unter reetgedecktem Satteldach, firstparallel zum neben stehenden Haupthaus. Rückwärtige Front um 1900 massiv erneuert. Errichtet 1840 (i).                        | 30928833 | BW   |
| Birkenstraße 16 53° 45′ 23″ N, 9° 18′ 15″ O | Wohn-/ Wirtschaftsgebäude | Giebelständiges Fachwerkhaus mit Backsteinausfachung. Firstparallel zur neben stehenden Scheune. Errichtet 1828 (i), Rückfront um 1900 massiv erneuert und um zwei Gefache verlängert, das Innere vollständig erhalten. | 30928809 | BW   |

### Gruppe: Birkenstraße 41
Die Gruppe hat die ID 37964785. Typische Kehdinger Hofanlage des 19. Jahrhunderts mit zwei firstparallel zueinander stehenden Hauptbauten und einer näher zur Straße stehenden, den Hof nach Norden abgrenzenden Kornscheune.

| Lage                                        | Bezeichnung               | Beschreibung | ID       | Bild |
| ------------------------------------------- | ------------------------- | --- | -------- | ---- |
| Birkenstraße 41 53° 45′ 45″ N, 9° 17′ 56″ O | Scheune                   | Quererschlossener verbretterter Gefügebau in Reetdeckung, seitlich mit tief herabgezogenem Walm (Hemt). Errichtet im 19. Jh. als Kornscheune.                                                                       | 30929501 | BW   |
| Birkenstraße 41 53° 45′ 45″ N, 9° 17′ 55″ O | Scheune                   | Giebelständiger Fachwerkbau mit Backsteinausfachung, unter reetgedecktem Satteldach, am Westgiebel mit Walm. Firstparallel zum Wohn-/Wirtschaftsgebäude errichtet als kleine Viehscheune („Kruppscheune“) 1886 (i). | 30929484 | BW   |
| Birkenstraße 41 53° 45′ 45″ N, 9° 17′ 55″ O | Wohn-/ Wirtschaftsgebäude | Giebelständiges Zweiständer-Hallenhaus in Fachwerk mit Backsteinausfachung, unter Satteldach. Firstparallel zur neben stehenden Scheune. Errichtet 1886 (i).                                                        | 30929465 | BW   |

### Einzelbaudenkmale
| Lage                                        | Bezeichnung               | Beschreibung | ID       | Bild |
| ------------------------------------------- | ------------------------- | --- | -------- | ---- |
| Birkenstraße 62 53° 46′ 29″ N, 9° 17′ 27″ O | Wohn-/ Wirtschaftsgebäude | Großes Fachwerk-Hallenhaus mit Backsteinausfachung; unter reetgedecktem Satteldach. Errichtet im 19. Jh.                                                                           | 30928855 | BW   |
| Birkenstraße 69 53° 46′ 16″ N, 9° 17′ 38″ O | Moorkate                  | Giebelständiger Fachwerkbau mit Backsteinausfachung, unter reetgedecktem Satteldach, am Wohnende mit Walm. Errichtet in der ersten Hälfte des 19. Jh. als Moorkate auf einer Wurt. | 30928872 | BW   |
| Erster Kanal 15 53° 45′ 15″ N, 9° 17′ 44″ O | Wohn-/ Wirtschaftsgebäude | Auf einer Wurt errichtetes Zweiständerhaus in Fachwerk mit Backsteinausfachung, unter reetgedecktem Satteldach. Errichtet im 19. Jh.                                               | 30929553 | BW   |
| Erster Kanal 15 53° 45′ 15″ N, 9° 17′ 44″ O | Wurt                      | | 30929878 | BW   |
| Erster Kanal 27 53° 45′ 37″ N, 9° 17′ 32″ O | Wohn-/ Wirtschaftsgebäude | Giebelständiges Zweiständerhaus in Fachwerk mit Backsteinausfachung, unter Satteldach in Reetdeckung. Errichtet 1885 (i).                                                          | 30929571 | BW   |

## Neuland

### Gruppe: Neues Land
Die Gruppe hat die ID 30900169. In einheitlicher Fluchtlinie mit zum Deich giebelständigen Wohnhäusern errichtete Reihensiedlung „Neues Land / Neuland“; die Gebäude stammen aus der Zeit, nachdem der neue Deich 1742 fertiggestellt worden war. Der bauliche Bestand war in einer Plandarstellung von 1768 bereits vorhanden.

| Lage                                        | Bezeichnung | Beschreibung | ID       | Bild |
| ------------------------------------------- | ----------- | --- | -------- | ---- |
| Alter Deichweg 7 53° 45′ 6″ N, 9° 19′ 40″ O | Wohnhaus    | Giebelständiges Fachwerkhaus mit Backsteinausfachung unter reetgedecktem Satteldach. Errichtet nach 1742 als Bestandteil des Reihendorfes „Neues Land / Neuland“, nachdem der neue Deich gebaut worden war.                                              | 30929048 | BW   |
| Alter Deichweg 9 53° 45′ 8″ N, 9° 19′ 39″ O | Wohnhaus    | Giebelständiges Fachwerkhaus mit Backsteinausfachung unter reetgedecktem Satteldach. Errichtet nach 1742 als Bestandteil des Reihendorfes „Neues Land / Neuland“, nachdem der neue Deich gebaut worden war.                                              | 30929066 | BW   |
| Stader Straße 14 53° 45′ 4″ N, 9° 19′ 41″ O | Wohnhaus    | Giebelständiges Fachwerkhaus mit Backsteinausfachung unter reetgedecktem Satteldach. Errichtet nach 1742 als Bestandteil des Reihendorfes „Neues Land / Neuland“, nachdem der neue Deich gebaut worden war. Traufseiten teilweise in Backstein erneuert. | 30929217 | BW   |
| Stader Straße 18 53° 45′ 5″ N, 9° 19′ 41″ O | Wohnhaus    | Giebelständiges Fachwerkhaus mit Backsteinausfachung unter reetgedecktem Satteldach. Errichtet nach 1742 als Bestandteil des Reihendorfes „Neues Land / Neuland“, nachdem der neue Deich gebaut worden war. Große Fassadenbereiche massiv erneuert.      | 30929235 | BW   |
| Stader Straße 20 53° 45′ 6″ N, 9° 19′ 40″ O | Wohnhaus    | Giebelständiges Fachwerkhaus mit Backsteinausfachung unter reetgedecktem Satteldach. Errichtet nach 1742 als Bestandteil des Reihendorfes „Neues Land / Neuland“, nachdem der neue Deich gebaut worden war.                                              | 30929253 | BW   |
| Stader Straße 24 53° 45′ 7″ N, 9° 19′ 39″ O | Wohnhaus    | | 30929271 | BW   |
| Stader Straße 26 53° 45′ 8″ N, 9° 19′ 38″ O | Wohnhaus    | Großes giebelständiges Backsteinhaus unter ziegelgedecktem Satteldach, mit großem Zwerchhaus in der Südostfassade. Errichtet um 1900 als Bestandteil des Reihendorfes „Neues Land / Neuland“.                                                            | 30929289 | BW   |

### Einzelbaudenkmale
| Lage                                         | Bezeichnung                | Beschreibung | ID       | Bild |
| -------------------------------------------- | -------------------------- | --- | -------- | ---- |
| Kanalsteig 1 53° 45′ 5″ N, 9° 19′ 27″ O      | Nebengebäude               | Eingeschossiger Backsteinbau, unter Krüppelwalmdach mit Pfannendeckung. Erbaut um 1750 als Amtsgebäude, untergebracht waren hier bis 1850 die Schreibstube des Amtsgerichts, das Gefängnis und eine Dienstwohnung. Ab 1850 wurde das Gebäude als Armenhaus genutzt. | 30929101 | BW   |
| Ostener Straße 9 53° 44′ 59″ N, 9° 19′ 34″ O | Haupthaus                  | Zweigeschossiger Fachwerkbau mit Backsteinausfachung, unter ziegelgedecktem Walmdach. Errichtet um 1750 als Amtshaus und Verwaltungssitz des neu besiedelten sogenannten „Neuen Landes“, nachdem hier der Elbdeich um 1742 wieder hergestellt worden war.           | 30929198 | BW   |
| Ostener Straße 8 53° 45′ 0″ N, 9° 19′ 34″ O  | Schankpavillon             | Eingeschossiger Fachwerkpavillon mit Backsteinausfachungen, unter flach geneigtem Satteldach. Symmetrischer Aufbau mit mittigem Eingang. Errichtet um 1900 als Ausschank einer Gastwirtschaft.                                                                      | 30929177 | BW   |
| Alte Deichreihe 53° 45′ 1″ N, 9° 19′ 45″ O   | Schmiede                   | Kleiner eingeschossiger Backsteinbau, unter ziegelgedecktem Satteldach. Erbaut Ende des 19. Jahrhunderts. Schornstein vor der Nordostfassade nachträglich. Mit weitgehend vollständiger Inneneinrichtung.                                                           | 30928991 | BW   |
| Alter Elbdeich 53° 45′ 11″ N, 9° 19′ 39″ O   | Neulander Ziegeleischleuse | Gewölbesielschleuse in Backsteinmauerwerk mit Granitquaderung. Erbaut 1862 als Nachfolgebau der ursprünglichen Anlage von 1742. | 30929084 |      |

## Neulandermoor

### Einzelbaudenkmale
| Lage                                          | Bezeichnung               | Beschreibung | ID       | Bild |
| --------------------------------------------- | ------------------------- | ------------ | -------- | ---- |
| Ostener Straße 13 53° 44′ 44″ N, 9° 17′ 43″ O | Wohn-/ Wirtschaftsgebäude |              | 30929736 | BW   |

## Ehem. Baudenkmale
| Lage                                                  | Bezeichnung | Beschreibung               | ID       | Bild                                                                                           |
| ----------------------------------------------------- | ----------- | -------------------------- | -------- | ---------------------------------------------------------------------------------------------- |
| Wischhafen Hafen 53° 46′ 24″ N, 9° 19′ 20″ O          | Schiff      | Küstenmotorschiff Jan-Dirk | 30929812 | [[Vorlage:Bilderwunsch/code!/C:53.773448,9.3223!/D:Wischhafen Hafen, Schiff!/\|BW]]            |
| Hamelwörden Alter Elbdeich 53° 46′ 8″ N, 9° 19′ 16″ O | Schleuse    |                            | 30929084 | [[Vorlage:Bilderwunsch/code!/C:53.768931,9.321!/D:Hamelwörden Alter Elbdeich, Schleuse!/\|BW]] |
| Neuland Alter Deichweg 5 53° 45′ 4″ N, 9° 19′ 43″ O   | Wohnhaus    |                            | 30929030 | [[Vorlage:Bilderwunsch/code!/C:53.751217,9.32853!/D:Neuland Alter Deichweg 5, Wohnhaus!/\|BW]] |